# Park Radziwiłłowski
Park Radziwiłłowski – najstarszy park w Szydłowcu, zwany również Ogrodem Zamkowym, założony w XVI wieku przez Mikołaja Szydłowieckiego. W parku znajduje się zamek na wyspie, otoczony fosą, rzeka Korzeniówka oraz kilka starodrzewów.

## Położenie
Park wraz z zamkiem znajduje się w zachodniej części miasta pomiędzy Podzamczem a Starym Miastem. Ograniczony jest od strony południowej ulicą Kąpielową, od północy - Zamkową, od wschodniej - Ogrodową, a od zachodniej - Sowińskiego. Powierzchnia parku wynosi obecnie 7,85 ha i jest to niewielka część dawnego założenia ogrodowego z czasów jego ostatniej świetności.

## Historia

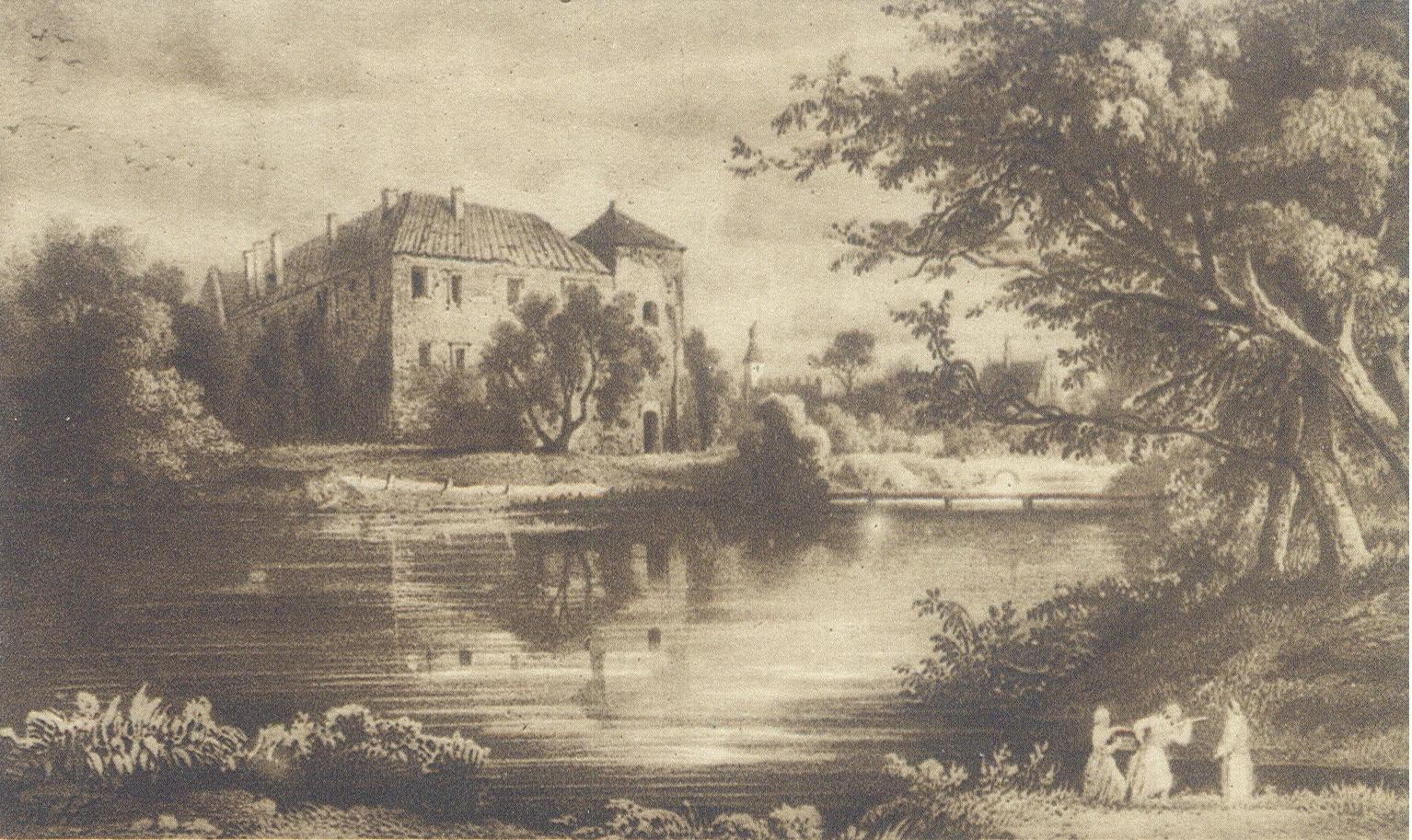
Widok na zamek i park w Szydłowcu z 1880 roku, Alfred Schouppe

Ogród Zamkowy w Szydłowcu w okresach historycznych był znacznie większy od obecnego parku, przechodził on na przestrzeni czasu liczne zmiany. W literaturze historycznej, oraz w materiałach i dokumentach historycznych tyczących parku w epoce renesansu i baroku, są jedynie wzmianki na ten temat.

### Renesans
Prawdopodobnie w XV wieku powstał ogród włoski położony na północny zachód od zamku, wokół którego rozciągał się zwierzyniec. Przed rozpoczęciem renesansowej przebudowy zamku w 1515 roku, Mikołaj Szydłowiecki powiększył obszar wyspy oraz rozszerzył i pogłębił otaczający ją staw. Po ukończeniu rozbudowy, gdy wody napełniły głęboką fosę, Szydłowiecki kazał założyć zwierzyniec, w którym hodowano sarny, daniele, jelenie, zające i bażanty dla zamkowej rozrywki. 
Nowy ogród powstał na trzech połaciach terenu: dawnego ogrodu włoskiego czyli na północny zachód od wyspy, pomiędzy drogą do Starej Wsi a zabudowaniami gospodarczymi Podzamcza, oraz na wschód od zamku - na prawym brzegu rzeki, na obszarze pomiędzy stawem a nowo zakładaną częścią miasta - Skałką (obecny park). Założenie zwierzyńca poprzedzało lub odbywało się równolegle z wytyczeniem nowej części miasta. Na wyżej wymienionych połaciach znajdowały się: zwierzyniec, ogród owocowy, warzywny, oraz ozdobny ogród włoski, ogrodzony kamiennym murem. Mikołaj dokonał największych ukierunkowań kompozycji przestrzennej, która była kontynuowana przez następnych właścicieli.

### Barok
Kolejnymi właścicielami miasta byli Radziwiłłowie, którzy również kontynuowali upiększanie przyzamkowego ogrodu. Prawdopodobnie za czasów Zygmunta Karola Radziwiłła na zwierzyńcu, postawiono rzeźby z szydłowieckiego piaskowca. Były to figury fauna grającego na syrindzie i tańczącej muzy oraz istniejąca do dziś grupa rzeźbiarska Heraklesa z Anteuszem, stojąca na cokole z płaskorzeźbionymi insygniami radziwiłłowskimi, popiersiem rycerskim na tle panopliów. Znajdowały się tam również rzeźby przedstawiające Zygmunta Karola i Aleksandra Ludwika oraz postument, herma i fragmenty dekoracji.

### Fotografia
- Danuta Słomińska-Paprocka Szydłowiec i okolice, Szydłowiec 2003